# Google Hangouts
Google Hangouts — программное обеспечение для мгновенного обмена сообщениями и видеоконференций, разработанное компанией Google и выпущенное 15 мая 2013 года во время конференции разработчиков Google I/O. Она заменяла собой сразу три системы для мгновенного обмена сообщениями: «Google Talk», «Google+ Чаты» и сервис видеочатов «Google+ Видео-встречи», а также онлайн-трансляцию через YouTube.

## История
До запуска Hangouts компания Google обслуживала несколько похожих, но технологически различающихся систем обмена сообщениями. Это Google Talk (основанный на протоколе XMPP), Google+ Messenger, а также часть Google+, называемая Hangouts, которая позволяла создавать групповые видеоконференции на 10 человек. В 2013 году Google объединила три свои службы в одну.
Сервис, который до релиза фигурировал в отчетах под названием «Babel», был официально запущен как Hangouts во время конференции разработчиков Google I/O 15 мая 2013 года.
В августе 2015 года мессенджер Google Hangouts получил веб-версию.
В июне 2022 г. Google уведомила пользователей о планах закрыть проект Hangouts в ноябре 2022 г., осуществив автоматический перенос пользовательских чатов в Google Chat.
1 ноября 2022 года Google Hangouts официально прекратил работу.

## Возможности
Hangouts позволяет общаться двум и более участникам (до 100). Служба доступна из веб-браузера Google Chrome (и других браузеров на движке Chromium), имеются мобильные приложения для Android и iOS, а также приложение для Chrome OS. Для Firefox также загружается интерфейс, но затем он перекрывается заретушированным полем с краткой рекламой без каких-либо уточнений. Интерфейс чата работоспособен.
Так как вместо XMPP используется проприетарный протокол, сторонние приложения не имеют доступа к Hangouts.
Истории чатов хранятся на серверах Google, что позволяет синхронизировать их между устройствами. В отличие от сервисов-конкурентов (например, Mail.Ru Агент), в групповых чатах видно, до какого места прочитал переписку каждый пользователь.
Фотографии, которыми участники обмениваются во время конференции, автоматически загружаются в закрытые альбомы Google+.
Сервис позволяет участникам передавать своё местоположение.
Также доступна передача коротких текстовых сообщений.
Сервис Google Voice был также доступен только в Hangouts.

## Критика
Фонд Electronic Frontier Foundation раскритиковал Google Hangouts за уход от открытых стандартов, закрытый протокол и ухудшение положения с приватностью пользовательских данных.
26 сентября 2013 года обновление Google Hangouts версии 1.2 для iOS содержало ошибку, из-за которой сообщения могли уйти третьему лицу. Данная проблема была устранена Google в следующем обновлении.
Отсутствует возможность напрямую удалять пользователей из чата. Для реализации этого действия приходится удалять весь чат и создавать новый уже без нежелательного участника.
В последнем обновлении Hangouts до версии 11.0 Google неожиданно убрал из программы возможность объединения чатов Hangouts и цепочек SMS, что привело к значительной путанице в контактах постоянных пользователей программы и волне критики приложения в Google Play.